# Phaonia boleticola
Phaonia boleticola este o specie de muște din genul Phaonia, familia Muscidae. A fost descrisă pentru prima dată de Camillo Rondani în anul 1866. Conform Catalogue of Life specia Phaonia boleticola nu are subspecii cunoscute.